# Бариляк Олександр Матвійович

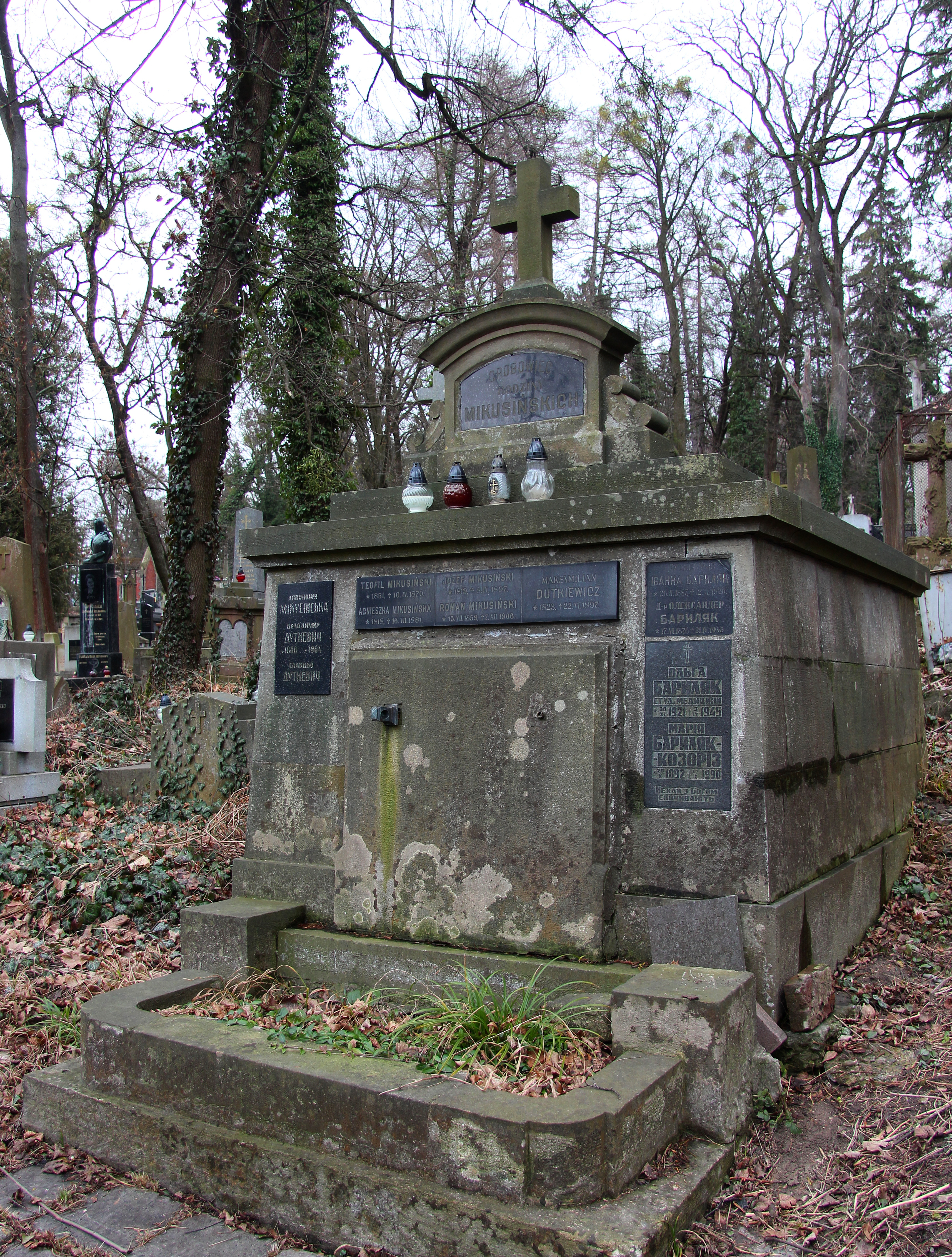

Олекса́ндр Матві́йович Бариля́к (17 червня 1876, м. Броди, нині Львівської області — 21 квітня 1953, Львів) — український фольклорист, правник. Член Ради Сеньйорів і Української Національної Ради у Львові, створеної у липні 1941 року.

## Життєпис
1902 — закінчив Львівський університет. З 1906 — доктор права.
1902—1922 — юрисконсульт чеського консульства у Львові.
1945—1950 — працював головним бібліотекарем у Львівській академічній бібліотеці.
Відомий як збирач і зберігач українських етнографічних пам'яток, записував український фольклор. 1932 року упорядкував збірку хороводних пісень, веснянок (гаївок, ягілок). До збірки увійшли описи весняних забав, історія гаївок, подаються пісні, ноти й навіть поради з вишивання одягу.
Помер 21 квітня 1953 року у Львові, похований на полі № 2 Личаківського цвинтаря.

## Родина
Дружина Олександра Матвійовича — українська дитяча письменниця Марія Кирівна Бариляк, сестра прозаїка Михайла Козоріса. 
Мешкали у Львові на вул. Театинській, 31 (від 1946 року — вулиця Максима Кривоноса).
Син Роман і онук Ігор — відомі в Україні вчені-медики.

## Праці
- Про вартісні папери. — Львів, 1918.
- Ягілки: 65 мелодій на два голоси. Повні тексти, вказівки до хороводів. — Львів, 1932.
- «Народна торгівля» як учителька працівників торгівлі. — Львів, 1937.
- Дещо про ягілки / О. Бариляк // Нова Зоря. — 1992. — № 14—16 (квітень).